# فيكتور فلمنج
فيكتور فلمنج (2 فبراير 1962 بنيويورك في الولايات المتحدة - ) (بالإنجليزية: Victor Fleming)‏ هو لاعب كرة سلة أمريكي في مركز هجوم صغير الجسم.

## وصلات خارجية
- فيكتور فلمنج على موقع سبورتس رفرنس (الإنجليزية)
- فيكتور فلمنج على موقع كلية كرة السلة في سبورتس رفرنس.كوم (الإنجليزية)
- فيكتور فلمنج على موقع ريلجم (الإنجليزية)